# 松本誠也
松本 誠也（まつもと せいや、1929年（昭和4年）2月27日 - 1999年（平成11年）5月1日）は、日本の実業家。パイオニア社長を務めた。

## 経歴・人物
松本望の長男として大阪に生まれる。中央大学在学中は競技ダンス部に所属し、大会で優勝した経験を持った。同大学卒業後、経理の勉強を目的として、会計事務所に勤務するが一年で退社した。1947年（昭和22年）に父が社長を務める福音電気に入社し、工場の資材担当を皮切りに営業部門を主に担当し1960年（昭和35年）に常務、1968年（昭和43年）に専務、レーザーディスクの開発や販売促進に携わった。
その後は父の後継者として、代表取締役や、1971年に副社長を歴任した。1982年（昭和57年）には第3代社長に就任し、晩年の1996年（平成8年）には会長も務めた。

## 受賞歴・栄典
※いずれも1990年（平成2年）受賞。
- 藍綬褒章
- 経営者賞
- 経済界大賞 敢闘賞